# Torneo ABCS 2021
Il Torneo ABCS 2021 (2021 ABCS Tournament) fu la sesta edizione del Torneo ABCS, competizione calcistica per nazioni caraibiche di lingua olandese. La competizione si svolse a Curaçao dal 1º ottobre al 3 ottobre 2021 e vide la partecipazione di quattro squadre: Aruba, Bonaire, Curaçao e Curaçao under 20.

## Formula
- Qualificazioni

Nessuna fase di qualificazione. Le squadre sono qualificate direttamente alla fase finale.
- Fase finale

Fase a eliminazione diretta - 4 squadre, giocano partite di sola andata. La vincente si laurea campione.

## Squadre partecipanti
| Pr. | Squadra          | Data di qualificazione certa | Partecipante in quanto                                         | Partecipazioni precedenti al torneo | Ultima presenza |
| --- | ---------------- | ---------------------------- | -------------------------------------------------------------- | ----------------------------------- | --------------- |
| 1   | Curaçao          | -                            | Rappresentativa della nazione organizzatrice della fase finale | 5 (2010, 2011, 2012, 2013, 2015)    | Suriname 2015   |
| 2   | Aruba            | -                            | Qualificata di diritto                                         | 5 (2010, 2011, 2012, 2013, 2015)    | Suriname 2015   |
| 3   | Bonaire          | -                            | Qualificata di diritto                                         | 5 (2010, 2011, 2012, 2013, 2015)    | Suriname 2015   |
| 4   | Curaçao under 20 | -                            | Qualificata di diritto                                         | -                                   | Esordiente      |

Nella sezione "partecipazioni precedenti al torneo", le date in grassetto indicano che la nazione ha vinto quella edizione del torneo, mentre le date in corsivo indicano la nazione ospitante.

## Fase finale

### Fase a eliminazione diretta

#### Tabellone
|  | Semifinali       | Semifinali       | Semifinali |         |         | Finale           | Finale           | Finale          |  |
|  |                  |                  |            |         |         |                  |                  |                 |  |
|  | Bonaire          | Bonaire          | 4          |         |         |                  |                  |                 |  |
|  | Bonaire          | Bonaire          | 4          |         |         |                  |                  |                 |  |
|  | Curaçao under 20 | Curaçao under 20 | 3          |         |         |                  |                  |                 |  |
|  | Curaçao under 20 | Curaçao under 20 | 3          |         | Curaçao | Curaçao          | 1                |                 |  |
|  |                  |                  |            |         | Curaçao | Curaçao          | 1                |                 |  |
|  |                  |                  | Bonaire    | Bonaire | 0       |                  |                  |                 |  |
|  | Curaçao          | Curaçao          | Bonaire    | Bonaire | 0       | 7                |                  |                 |  |
|  | Curaçao          | Curaçao          |            |         |         | 7                |                  |                 |  |
|  | Aruba            | Aruba            | 1          |         |         | Finale 3º posto  | Finale 3º posto  | Finale 3º posto |  |
|  | Aruba            | Aruba            | 1          |         |         |                  |                  |                 |  |
|  |                  |                  |            |         |         |                  |                  |                 |  |
|  |                  |                  |            |         |         | Aruba            | Aruba            | 2 (4)           |  |
|  |                  |                  |            |         |         | Aruba            | Aruba            | 2 (4)           |  |
|  |                  |                  |            |         |         | Curaçao under 20 | Curaçao under 20 | 2 (2)           |  |

#### Semifinali
| Willemstad 1º ottobre 2021                                                                                     | Bonaire   | 4 – 3                               | Curaçao | FFK Stadium |
| \| \| \| \| \| Seinpaal 3’, 77’ Windster 27’ Hierck 55’ \| Marcatori \| 7’ Martina 21’ Winklaar 63’ Bibiana \| |           |                                     |         |             |
| |           |                                     |         |             |
| Seinpaal 3’, 77’ Windster 27’ Hierck 55’                                                                       | Marcatori | 7’ Martina 21’ Winklaar 63’ Bibiana |         |             |

| Willemstad 1º ottobre 2021                                                                                          | Curaçao   | 7 – 1             | Aruba | FFK Stadium |
| \| \| \| \| \| Colina Jr. 17’, 48’ Sprockel 21’ Peny 56’ Pop 59’, 65’ Rosa 64’ \| Marcatori \| 90+’ Marthe Hodge \| |           |                   |       |             |
| |           |                   |       |             |
| Colina Jr. 17’, 48’ Sprockel 21’ Peny 56’ Pop 59’, 65’ Rosa 64’                                                     | Marcatori | 90+’ Marthe Hodge |       |             |

#### Finale 3º posto
| Willemstad 2 ottobre 2021 | Aruba                | 2 – 2                      | Curaçao | FFK Stadium |
| \| \| \| \| \| Marthe Hodge 33’ Aguirre Salazar 55’ \| Marcatori \| 50’ Winklaar 66’ Kastaneer \| \| \| Tiri di rigore 4 – 2 \| \| |                      |                            |         |             |
| |                      |                            |         |             |
| Marthe Hodge 33’ Aguirre Salazar 55’                                                                                               | Marcatori            | 50’ Winklaar 66’ Kastaneer |         |             |
| | Tiri di rigore 4 – 2 |                            |         |             |

#### Finale
| Willemstad 3 ottobre 2021                 | Curaçao   | 1 – 0 | Bonaire | FFK Stadium |
| \| \| \| \| \| Pop 76’ \| Marcatori \| \| |           |       |         |             |
|                                           |           |       |         |             |
| Pop 76’                                   | Marcatori |       |         |             |